# Deschampsia angusta
Deschampsia angusta é uma espécie vegetal da família Poaceae.
Pode ser encontrada nos seguintes países: Quénia e Uganda.
Os seus habitats naturais são: águas húmidas alpinas.